# Мурафська дача
Мура́фська Да́ча — ботанічна пам'ятка природи місцевого значення в Україні. Об'єкт природно-заповідного фонду Харківської області. 
Розташована на території Краснокутського району Харківської області, на північний захід від села Мурафа. 
Площа 5,2 га. Статус отриманий у 1984 році. Перебуває у віданні ДП «Гутянське лісове господарство» (Володимирівське л-во, кв. 121, вид. 2). 
Статус надано для збереження високопродуктивних дубових насаджень природного насіннєвого походження, що зростають у вологій кленово-липовій діброві.

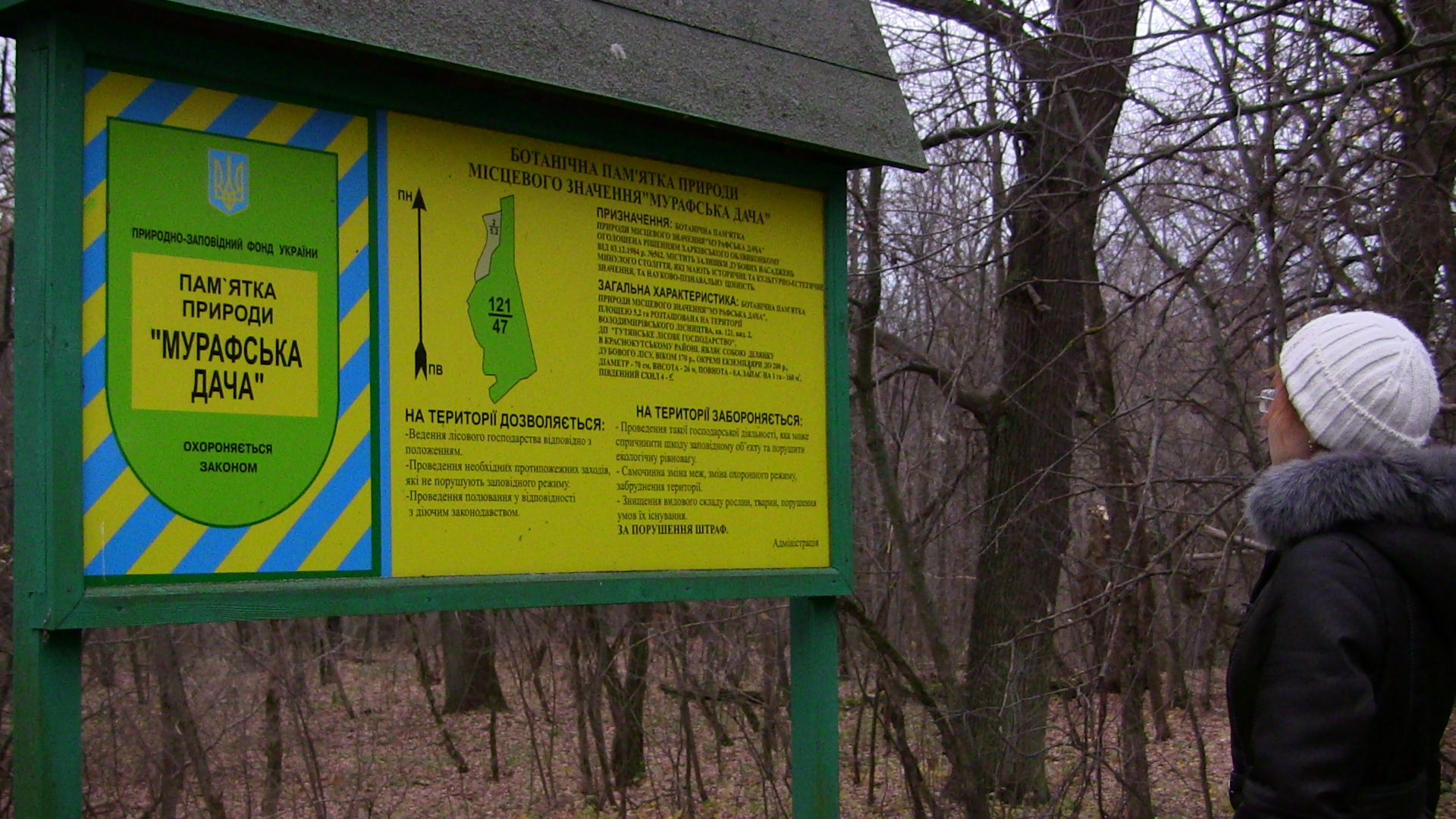
Інформаційний стенд